# テキスト
テキスト（英語: text、ドイツ語: Text、フランス語: texte、テクスト）は、文章や文献のひとまとまりを指して呼ぶ呼称。
言葉によって編まれたもの、という含みを持つ語で、英語: textile（テキスタイル、「織物」）と同じくラテン語の「織る」が語源である。

## 教科書
日本独特の用法(カタカナ英語)として、教科書の意味で使われる。英語でも教科書を textという場合があるが、一般には textbook（テキストブック）である。学校の教科書はschoolbookとも呼ばれる。

## 英語での"text"の主な用法
通常は、序文、注釈、挿絵などと区別して、「本文」の意味で使われる。翻訳や要約と区別して、「原典、原文」の意味でも使われる。

## コンピュータ用語のテキスト
コンピュータ用語では、通信や解析や表示の対象となる文字データ（文字列）を指す。文字の表示の仕方などについて何も付加情報がつけられていないものを特に「プレーンテキスト」、それをファイルに保存したものをテキストファイルと呼び、編集にはしばしばテキストエディタを使用する。
コンピュータ用語とはいえないが、ウェブサイトの内、特に文章によるコンテンツが充実しているものをテキスト系サイトなどと呼称することがある。
実行ファイルのうち、メモリにロードして直接CPUが実行できる機械語のファイルにてコードを納めている領域をテキストと呼ぶ。スクリプトなど、機械語ではない実行ファイルではこのような呼び方はしない。

## 文学のテキスト
文芸批評、人文科学・社会科学などの文脈では分析や解釈の対象となる文芸作品、文書などを指す。「テクスト」と表記されることが多い。記号論、構造主義、ポスト構造主義などの隆盛と共に言語や文章の特性について様々な知見が提出され、テクスト分析、テクスト理論、間テクスト性などの用語が普及することにもなった。

## 文献学のテキスト
文献学上、写本や版本の由来する原典・原文を指す。古くから伝来する文献では、現行の一つの本に複数のテキストが存在する場合が多い。